# Grant Main
Grant Main (født 11. februar 1960 i Victoria) er en canadisk tidligere roer og olympisk guldvinder.
Grant Main kom med i den canadiske landsholdstrup i begyndelsen af 1980'erne, og han deltog første gang ved VM i 1983 i otteren, der blev nummer otte.
Main var i denne båd med til OL 1984 i Los Angeles. Båden blev toer i det indledende heat efter New Zealand og måtte dermed i opsamlingsheat, hvor de blev toer efter Australien. Canadierne var nu i finalen, hvor de kom til at kæmpe en indædt kamp mod USA, men endte med at vinde guld, 0,42 sekund foran amerikanerne, mens Australien vandt bronze. Det var Canadas første guldmedalje i otteren nogensinde og landets første OL-guld i roning siden 1964. Udover Main bestod bådens besætning af Dean Crawford, John Michael Evans, Blair Horn, Paul Steele, Mark Evans, Kevin Neufeld, Pat Turner og styrmand Brian McMahon.
Efter OL 1984 begyndte han at ro firer uden styrmand. Denne båd blev nummer fem ved VM 1985 og nummer fire ved VM 1986 og vandt guld ved Commonwealth Games samme år. Derefter vendte han tilbage til otteren, og den canadiske otter blev nummer fem ved VM i 1987. Ved de olympiske lege i 1988 i Seoul indledte canadierne med en andenplads efter Sovjetunionen i deres indledende heat og måtte derpå i opsamlingsheatet. En andenplads efter USA betød deltagelse i A-finalen, men her blev canadierne nummer seks og sidst, mere end otte sekunder efter de vesttyske vindere.
Efter OL 1988 indstillede Main sin elitekarriere og brugte sin uddannelse inden for økonomi i den offentlige forvaltning i British Columbia fra begyndelsen af 1990'erne. Han har beklædt flere poster og har i en periode været provinsviceminister på en række områder, herunder sundhed, sport og transport. Han blev sammen med resten af otterbesætningen fra OL 1984 optaget i British Columbia Sports Hall of Fame og i Canadas Olympiske Hall of Fame.

## OL-medaljer
- 1984:  Guld i otter